# District de Huanchaco

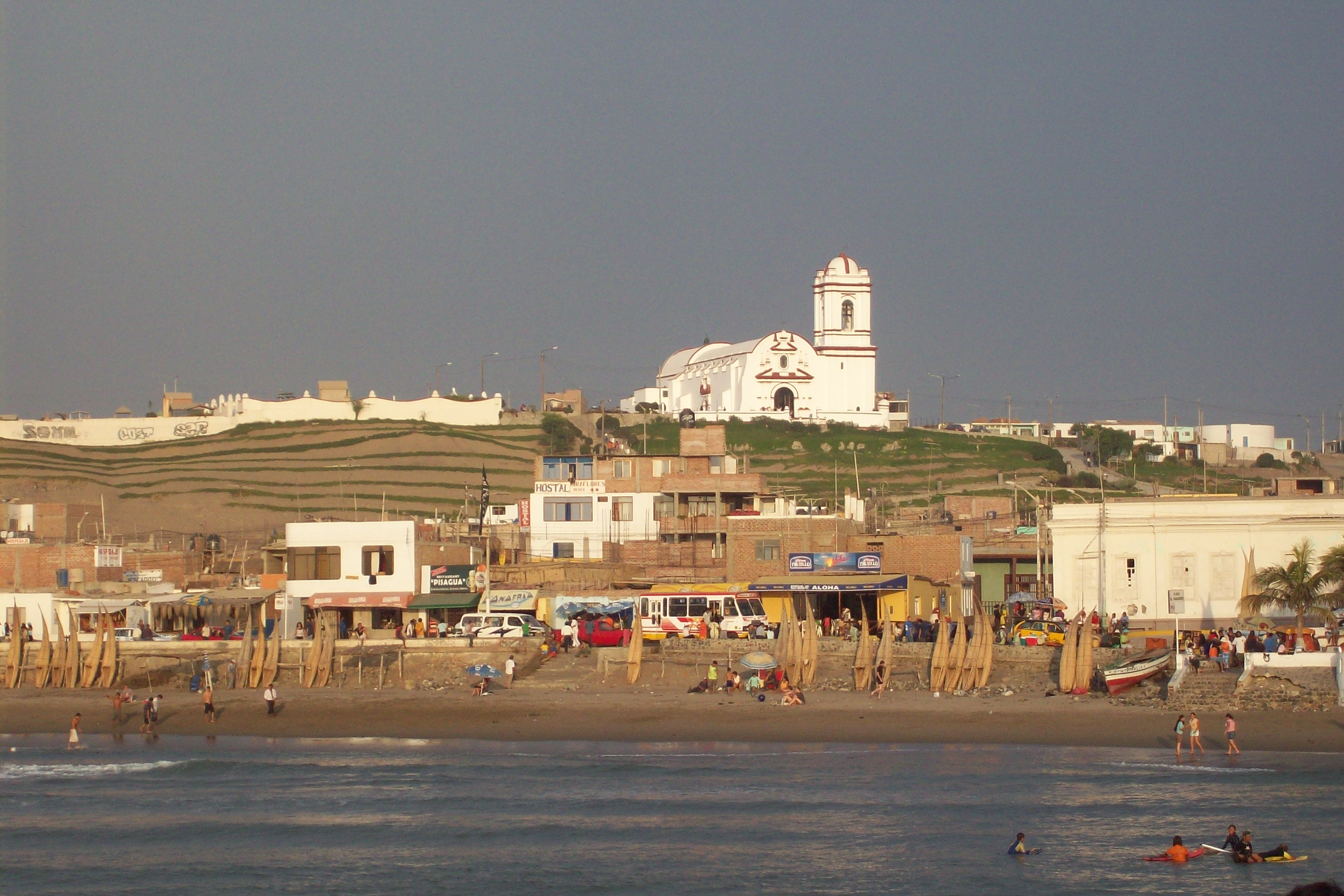
Vue de Huanchaco, Trujillo (Pérou)

Le district de Huanchaco est l'un des onze districts de la province de Trujillo, situé dans la région de La Libertad, au Pérou.
Il compte une population d'environ 38,134 habitants en 2005.